# Ligne Shintetsu Kobe Kosoku
Pour les articles homonymes, voir Ligne Namboku.
La ligne Shintetsu Kobe Kosoku (神戸電神戸高速線, Kōbe Dentetsu Kōbe Kōsoku-sen) est une ligne ferroviaire japonaise exploitée par la Kobe Electric Railway (Shintetsu) et propriété de la Kobe Rapid Transit Railway qui la nomme ligne Namboku. Elle relie les gares de Shinkaichi et Minatogawa toutes les deux situées dans la ville de Kobe.

## Histoire
La ligne ouvre le 7 avril 1968.

## Caractéristiques

### Ligne
La ligne, longue de 0,4 km et entièrement souterraine, se situe entièrement dans l'arrondissement de Hyōgo de la ville de Kobe. Elle constitue le prolongement sud de la ligne Shintetsu Arima, permettant ainsi à celle-ci une correspondance avec les lignes Hankyu Kōbe Kōsoku et Hanshin Kōbe Kōsoku.
Tout comme la ligne Shintetsu Arima, la ligne Kōbe Kōsoku est à double voie, alimentée en 1500 V continu et l'écartement des rails est de 1067 mm.

### Interconnexion
La ligne est interconnectée avec la ligne Shintetsu Arima.

### Liste des gares
La ligne comprend deux gares, identifiées par les lettres KB.
| Numéro | Gare       | Nom japonais | Distance (km) | Correspondances                                                                                  | Localisation | Localisation |
| ------ | ---------- | ------------ | ------------- | ------------------------------------------------------------------------------------------------ | ------------ | ------------ |
| KB01   | Shinkaichi | 新開地       | 0             | Hankyu : Kobe Kosoku Hanshin : Kobe Kosoku                                                       | Hyōgo-ku     | Kobe         |
| KB02   | Minatogawa | 湊川         | 0,4           | Shintetsu : Arima (interconnexion) Métro municipal de Kobe : Seishin-Yamate (à Minatogawa-koen ) | Hyōgo-ku     | Kobe         |

## Exploitation
Le matériel roulant est identique à celui de la ligne Shintetsu Arima.